# Glipa iridescens
Glipa iridescens es una especie de coleóptero de la familia Mordellidae.

## Distribución geográfica
Habita en  Nueva Guinea.